# Тервеничі
Тервеничі (рос. Тервеничи) — присілок у Лодєйнопольському районі Ленінградської області Російської Федерації.
Населення становить 285 осіб. Належить до муніципального утворення Альоховщинське сільське поселення.

## Історія
Згідно із законом від 20 вересня 2004 року № 63-оз належить до муніципального утворення Альоховщинське сільське поселення.

## Населення
| 1910 | 1961 | 1990 | 1997 | 2007 | 2010 | 2014 |
| ---- | ---- | ---- | ---- | ---- | ---- | ---- |
| 21   | ↗238 | ↗364 | ↗374 | ↘298 | ↗307 | ↘281 |
| 2015 | 2016 |      |      |      |      |      |
| ↘279 | ↗285 |      |      |      |      |      |